# أنتوني لودوفيتشي
أنتوني ماريو لودوفيتشي (8 يناير 1882 - 3 أبريل 1971) كان فيلسوفًا بريطانيًا وعالم اجتماع وناقدًا اجتماعيًا ومتحدثًا بعدة لغات. يُعرف بأنه مؤيد للأرستقراطية ومناهض للمساواتية، ولمع نجمه في أوائل القرن العشرين كمؤلف محافظ بريطاني رائد. كتب في موضوعات تشمل الفن، والميتافيزيقا، والسياسة، والاقتصاد، والدين، والاختلافات بين الجنسين والأعراق، والصحة، وعلم تحسين النسل.
بدأ لودوفيتشي حياته المهنية كفنان، حيث كان يرسم في الكتب ويُدرج الرسوم التوضيحية. عمل بصفة سكرتير خاص للنحات أوغوست رودان لعدة أشهر في عام 1906. ألف فيما بعد أكثر من 30 كتابًا، وترجم العديد من الكتب الأخرى.

## النشأة
وُلد لودوفيتشي في لندن، إنجلترا في 8 يناير 1882 لأبوين ألبرت لودوفيتشي وماري كالس. كان والد لودوفيتشي وجده (ألبرت لودوفيتشي الأب) فنانين. نهل من الأصول الباسكية والفرنسية والألمانية والإيطالية. تلقى تعليمًا خصوصيًا، في إنجلترا وخارجها، ولكن بشكل رئيسي على يد والدته. عندما كان طالبًا صغيرًا، أصبح صديقًا لهاري جاي رادكليف درو، الذي التقى به في معرض باريس عام 1900. وأصبح بعد سنوات صديقًا لابنتي درو الصغيرتين دوروثي (التي أصبحت فيما بعد طالبة لدى إف إم ألكسندر) وجويس (المعروفة باسم المهندسة المعمارية جين درو). تزوج بإلسي فينيمور باكلي في 20 مارس 1920، وعاشا بدايةً في 35 شارع سنترال هيل، في أبر نوروود جنوب لندن. أمضى عدة سنوات في ألمانيا حيث درس كتابات نيتشه باللغة الألمانية الأصلية. كما أجاد عدة لغات.
كان لودوفيتشي سكرتيرًا خاصًا للنحات أوغوست رودان، خلال عام 1906، وبالتالي كان على علاقة وثيقة به. كتب لاحقًا عن تجاربه الشخصية مع شخصية رودان وفنه، بالإضافة إلى آرائه الخاصة، في مقالات ظهرت لأول مرة في مجلة كورنهيل منذ عام 1923، وفي كتاب ذكريات شخصية لأوغوست رودان عام 1926. التقى لأول مرة بالدكتور أوسكار ليفي وصادقه في صيف عام 1908، وهو محرر الأعمال الكاملة لفريدريك نيتشه، التي تمثل أول ترجمة باللغة الإنجليزية لأعمال نيتشه. أنتج لودوفيتشي عدة مجلدات. قدمه ليفي لزوجته المستقبلية إلسي إف باكلي. بدأ بإلقاء محاضرات عن الفن والسياسة والدين وفلسفة فريدريك نيتشه، الذي كتب عنه من سيكون سيد العالم؟: مقدمة لفلسفة فريدريش نيتشه (1909) ونيتشه: حياته والأعمال (1910). لقّب ويليام ماكينتير سالتر، الباحث في فلسفة نيتشه، كتاب نيتشه: حياته وأعماله بأنه «الدليل القصير المثالي تقريبًا» عن نيتشه. كان عمله الرائد في جمالية نيتشه تحت عنوان نيتشه والفن (1911) واحدًا من المحاولات الأولى من نوعها في أوروبا. استند العمل إلى دورة من ألقاها لودوفيتشي في الكلية الجامعية بلندن خلال شهري نوفمبر وديسمبر من عام 1910. كان كتابه نيتشه والفن عام 1911، وفقًا لستيفن أشهايم، «محاولة فريدة لكتابة تاريخ الفن من منظور نيتشاويّ متناولًا صعود العصور الأرستقراطية واضمحلال عصور الديمقراطية». كان هذا هو العام الذي صدر فيه أول قانون برلماني لعام 1911، المفضي إلى تقليص سلطة مجلس اللوردات. كما مثّل نقطة تحول أو تغيير في كتابات لودوفيتشي، نحو نهج سياسي أوضح، تضطلع بشحذه السنوات الخمس والعشرين القادمة.
انضم إلى الجيش الجديد كمترجم خلال الحرب العالمية الأولى، ثم خدم كضابط مدفعية في أرمنتيير والسوم، إذ وصف نفسه بأنه «جرذ خندق بائس ومليء بالحشرات»، ثم عمل في هيئة المخابرات في المكتب الحربي، حيث ترقّى بعد عامين من الخدمة إلى منصب رئيس قسمه (جهاز الاستخبارات البريطاني).
«لقد طُلب مني تقديم تقرير إلى رئيس الاستخبارات في المكتب الحربي، حيث يمكن الاستفادة من اللغات التي أجيدها وحتى أكون ذا نفع لهم ليبقوني معهم. وبعد عامين من العمل في المخابرات، في عام 1919، بعد أن كنت ضابط أركان عامة من الدرجة الثالثة برتبة نقيب، ترقيت لأصبح رئيس قسمي (جهاز الاستخبارات البريطاني)». حصل على وسام رتبة الإمبراطورية البريطانية، الذي أعاده على الفور لأنه شعر بسهولة الوصول إليه ورأى كيف يحتفظ به الكثير من الناس. أصبح نقيبًا خلال الحرب العالمية الأولى، ثم أُطلق عليه لقب «الكابتن».
صادف لودوفيتشي تقنية ألكسندر في عام 1925 وقال إنه تلقى دروسًا في «السلوك» على مدى أربع سنوات مع إف إم. ألسكندر.